# Сосницкий уезд
Сосни́цкий уе́зд — административно-территориальная единица в составе Черниговской губернии Российской империи, существовавшая в 1781 — 1923 годы. Уездный город — Сосница.

## История
Уезд образован в 1781 году в составе Новгород-Северского наместничества. В 1796 году вошел в состав восстановленной Малороссийской губернии. С 1802 года — в Черниговской губернии. В 1923 году уезд был упразднён, на его территории образован Сосницкий район Конотопского округа.

## Население
По переписи 1897 года население уезда составляло 170 057 человек, в том числе в городе Сосница — 7087 жит.

### Национальный состав
Национальный состав по переписи 1897 года:
- украинцы (малороссы) — 160 223 чел. (94,2 %),
- евреи — 7592 чел. (4,5 %),
- русские — 1732 чел. (1,0 %),

## Административное деление
В 1913 году в состав уезда входило 13 волостей: 
| - Авдеевская — с. Авдеевка, - Александровская — м. Александровка, - Бабская — с. Баба, - Блистовская — с. Блистова, - Волосковская — с. Волосковцы, - Менская — с. Мена, - Охрамеевская — с. Охрамеевичи, | - Перелюбская — с. Перелюб, - Погорельская — м. Погорельцы, - Синявская — м. Синявка, - Сосницкая — м. Сосница, - Холменская — м. Холмы, - Шабалиновская — с. Шабалинов. |